# Euthynnus
Euthynnus è un genere di pesci ossei marini appartenenti alla famiglia Scombridae.

## Distribuzione e habitat
Le tre specie del genere sono diffuse in tutte le zone tropicali e subtropicali degli oceani. Nel mar Mediterraneo vive la specie E. alletteratus.
Sono pesci pelagici di mare aperto, rari vicino alle coste.

## Specie
- Euthynnus affinis
- Euthynnus alletteratus
- Euthynnus lineatus